# Goliath (ciruela)
Goliath es una variedad cultivar de ciruelo (Prunus domestica), de las denominadas ciruelas europeas.
Una variedad de ciruela de la cual no se sabe nada del origen de esta ciruela, salvo que es inglesa. Descrito por primera vez en Inglaterra en 1813 por Hooker.
Las frutas de un tamaño grande a muy grande, color de la piel púrpura rojizo a púrpura parduzco, azul oscuro pálido con puntos marrones en el lado soleado, completamente cubierta con una fina capa de pruina azul, y su pulpa de color amarilla verdosa, un poco marrón debajo de la piel, textura suave, jugosa, y sabor dulce, sin aroma.

## Sinonimia
- "Caledonian",
- "Emperor",
- "Pfirschenpflaume",
- "Saint Cloud",
- "Steer's Emperor",
- "Wahre Caledonian",
- "Wilmot's Late Orleans".[4]

## Historia
'Goliath' variedad de ciruela de la que no se sabe nada del origen de esta ciruela salvo que es inglesa. Descrito por primera vez en Inglaterra en 1813 por Hooker. 
William Prince, en 1828, escribió: 
«"Esta ciruela es de un tamaño muy grande y ha llamado mucho la atención en Inglaterra; pero solo recientemente se introdujo en este país (Estados Unidos), donde aún no ha producido frutos que yo sepa".»
La "American Pomological Society" colocó a Goliat en su lista de frutas en 1862, pero la eliminó en 1871.
La variedad de ciruela 'Goliath' ha sido descrita por:1. Prince Treat. Hort. 26. 1828. 2. Lond. Hort. Soc. Cat. 147, 153. 1831. 3. Kenrick Am. Orch. 260. 1832. 4. Mag. Hort. 9:164. 1843. 5. Downing Fr. Trees Am. 300. 1845. 6. Floy-Lindley Guide Orch. Gard. 287, 383. 1846. 7. Thomas Am. Fruit Cult. 343. 1849. 8. McIntosh Bk. Gard. 2:531. 1855. 9. Hooper W. Fr. Book 245. 1857. 10. Cultivator 8:25 fig. 1860. 11. Am. Pom. Soc. Cat. 86. 1862. 12. Hogg Fruit Man. 363. 1866. 13. Mas Pom. Gen. 2:15, fig. 8. 1873. 14. Mathieu Nom. Pom. 432. 1889. 15. Waugh Plum Cult. 105 fig. 1901.
'Goliath' está cultivada en la National Fruit Collection (Colección Nacional de Fruta) de Reino Unido, con el número de accesión: 1955 - 084 y nombre de accesión : Goliath. Recibido por "The National Fruit Trials" (Probatorio Nacional de Frutas) en 1947 de ejemplar procedente de R.D.Reid, "Auchincruive", Ayr (Escocia).

## Características
'Goliath' árbol de porte alto y vigoroso con una copa densa que produce abundante cosecha. Tiene un tiempo de floración que comienza a partir del 14 de abril con el 10% de floración, para el 18 de abril tiene una floración completa (80%), y para el 26 de abril tiene un 90% de caída de pétalos.
'Goliath' tiene una talla de tamaño grande a muy grande, de forma redondeado alta, o ligeramente ovalada, siendo la sutura bastante profunda que divide las mitades de manera desigual, con peso promedio de 61.80 g;epidermis tiene una piel gruesa y agria, que se separa fácilmente de la pulpa, siendo el color de la piel púrpura rojizo a púrpura parduzco, azul oscuro pálido con puntos marrones en el lado soleado, completamente cubierta con una fina capa de pruina azul; Pedúnculo de longitud corto, y anchura bastante grueso (promedio 10.01 mm), engrosado en su parte alta, muy adherente a la carne, situado en cavidad peduncular bastante profunda; pulpa de color amarilla verdosa, un poco marrón debajo de la piel, textura suave, jugosa, y sabor dulce, sin aroma.
Hueso muy adherido, grande, elíptico redondeado, surcos discontinuos, polo pistilar muy amplio, superficie escabrosa con frecuentes orificios junto al borde dorsal.
Madura de manera desigual, su tiempo de recogida de cosecha se inicia en su maduración a finales de agosto a principios de septiembre.

## Cultivo
Utilizada como ciruela de postre, pero mejor como ciruela de cocina. La floración es medianamente temprana y autofértil.